# Русце (община Буяновац)
Вижте пояснителната страница за други значения на Русце.
Ру̀сце (на сръбски: Русце или Rusce) е село в Югоизточна Сърбия, Пчински окръг, община Буяновац.

## История
В края на XIX век Русце е село в Прешевска кааза на Османската империя. Според статистиката на Васил Кънчов („Македония. Етнография и статистика“) от 1900 година Русце е населявано от 94 жители българи християни. Според патриаршеския митрополит Фирмилиан в 1902 година в Русце има 32 сръбски патриаршистки къщи.
Според преброяването на населението от 2002 г. селото има 37 жители сърби.